# Primeira Página (programa de 1980)
Primeira Página (ou 1ª Página, como estilizado nos primeiros anos) foi um programa de entrevistas e debate, transmitido pela RTP1, que tinha na equipa jornalistas como Margarida Marante, Miguel Sousa Tavares, Pedro Oliveira, Carlos Fino, Mário Crespo, João Soares Ferreira, Judite de Sousa, Henrique Garcia, José Teles, Miguel Lemos, entre outros.

## Reconhecimentos
| Ano  | Prémio        | Categoria               | Destinatários e nomeados                         | Resultado | Ref.  |
| ---- | ------------- | ----------------------- | ------------------------------------------------ | --------- | ----- |
| 1988 | Prémio Gazeta | Reportagem de Televisão | Reportagem “Adeus Escola”, de Manuela Figueiredo | Venceu    | [ 5 ] |